# نزار بهلول
نزار بهلول هو صحفي تونسي ومؤسس ومدير موقع بيزنس نيوز. يوصف بأنه مدعوم من رجل الأعمال التونسي النافذ كمال لطيف المتورط في قضايا فساد.
أصدر الصحفي بموقع بزنس نيوز كتاباً بالفرنسية يدعى «بونتا ديفين! الرجل الذي لم يعرف كيف يكون رئيساً » (Bonté divine ! L’homme qui n’a pas su être président) ينتقد فيه 45 موقفاً اتخاذهم المنصف المرزوقي خلال توليه الحكم.
قام بهلول بالمشاركة الترويج لكاستينغ لجر الشباب التونسي للقيام بأفلام جنسية مقابل مبالغ طائلة في مشهد يشبه تجارة العبيد.

## وصلات خارجية
- موقع بيزنس نيوز